# Antonio Angulo
Antonio Angulo Sampedro, nascido a 18 de agosto de 1992 em El Llano (província de Cantábria), é um ciclista espanhol que milita nas fileiras do conjunto Fundação Euskadi.
Estreiou como profissional nas fileiras do conjunto Cycling Academy Team sendo contratado a metade da temporada de 2015.
Tem sido duplo campeão da Copa da Espanha de Ciclismo de forma consecutiva (2015 e 2016).

## Palmarés
2015 (como amador)
- Circuito Guadiana

2016 (como amador)
- 1 etapa da Volta a Lérida
- 1 etapa da Volta a Cantábria
- 2 etapas da Volta a Leão
- 1 etapa da Volta à Corunha
- Memorial Pascual Momparler

2018 (como amador)
- 1 etapa da Volta à Corunha
- 1 etapa da Volta a Cantábria
- 1 etapa da Volta a Galiza

## Equipas
- Cycling Academy Team (06.2015-12.2015)
- LA Alumínios-Metalusa[5]  (2017)
- Rias Baixas[6] (amador) (2018)
- Efapel[7] (2019)
- Fundação Euskadi[8] (2020)